# 25 (політична партія)
Політична партія «25» (до 13.09.2019 політична партія «Вітчизна») —  політична партія України, яку очолює Вілен Мартиросян.

## Історія
Зареєстрована Міністерством юстиції України 1 серпня 2001 року (свідоцтво №1-п.п.). Партія виступає за зміцнення відносин з Росією та Білоруссю. На вибрах 2002 року партія підтримала блок «За єдину Україну!».
24 липня 2004 року партія підписала угоду про створення виборчої коаліції на підтримку Віктора Януковича.
13 листопада 2005 року відбувся 1-й етап 3-го з'їзду, прийнято рішення про створення блоку «Влада народу» разом з Партією захисту пенсіонерів[джерело?].
На парламентських виборах 2006 року «Вітчизна» з партіями «Соціалістична Україна», партією «Союз» та Слов'янською партією утворили виборчий блок «За союз». 
Голова партії Вілен Мартиросян був третім у списку блоку. За результатами виборів Блок отримав 51 569 голосів (0,20%), зайнявши 22-е місце серед 45-ти учасників та не пройшов до парламенту. 